# Adam Yates
Adam Yates (ur. 7 sierpnia 1992 w Bury) – brytyjski kolarz szosowy.
Kolarstwo uprawia również jego brat bliźniak – Simon.

## Najważniejsze osiągnięcia
2013
- 2. miejsce w Tour de l’Avenir

2014
- 1. miejsce w Presidential Cycling Tour of Turkey
  - 1. miejsce na 6. etapie
- 1. miejsce w GP Industria & Artigianato di Larciano
- 6. miejsce w Critérium du Dauphiné
- 5. miejsce w Tour of California
- 5. miejsce w Giro della Toscana

2015
- 1. miejsce w Clásica de San Sebastián
- 2. miejsce w Grand Prix Cycliste de Montréal
- 9. miejsce w Tirreno-Adriático

2016
- 4. miejsce w Tour de France
  - 1. miejsce w klasyfikacji młodzieżowej
- 7. miejsce w Critérium du Dauphiné
- 4. miejsce w Tour de Yorkshire

2017
- 1. miejsce w GP Industria & Artigianato di Larciano
- 4. miejsce w Volta Ciclista a Catalunya
- 9. miejsce w Giro d’Italia
- 5. miejsce w Tour de Pologne
- 2. miejsce w Mediolan-Turyn

2018
- 4. miejsce w Volta a la Comunitat Valenciana
- 5. miejsce w Tirreno-Adriático
  - 1. miejsce na 5. etapie
- 4. miejsce w Tour of California
- 2. miejsce w Critérium du Dauphiné
  - 1. miejsce na 7. etapie

2019
- 1. miejsce na 4. etapie Volta a la Comunitat Valenciana
- 5. miejsce w Vuelta a Andalucia
- 2. miejsce w Tirreno-Adriático
- 2. miejsce w Volta Ciclista a Catalunya
  - 1. miejsce na 3. etapie
- 5. miejsce w Vuelta al País Vasco
  - 1. miejsce w klasyfikacji górskiej
  - 1. miejsce na 6. etapie
- 4. miejsce w Liège-Bastogne-Liège
- 1. miejsce w CRO Race
  - 1. miejsce na 5. etapie
- 3. miejsce w Mediolan-Turyn

2020
- 1. miejsce w UAE Tour
  - 1. miejsce na 3. etapie

2021
- 2. miejsce w UAE Tour
- 1. miejsce w Volta Ciclista a Catalunya
  - 1. miejsce na 3. etapie
- 4. miejsce w Vuelta al País Vasco
- 4. miejsce w Vuelta a España
- 4. miejsce w Giro dell’Emilia
- 2. miejsce w Mediolan-Turyn
- 3. miejsce w Giro di Lombardia

2022
- 2. miejsce w UAE Tour
- 4. miejsce w Paryż-Nicea
- 9. miejsce w Tour de France
- 1. miejsce w Deutschland Tour
  - 1. miejsce na 3. etapie
- 4. miejsce w Grand Prix Cycliste de Montréal

2023
- 3. miejsce w UAE Tour
  - 1. miejsce na 7. etapie
- 1. miejsce w Tour de Romandie
  - 1. miejsce na 4. etapie
- 2. miejsce w Critérium du Dauphiné
- 3. miejsce w Tour de France
  - 1. miejsce na 1. etapie
- 3. miejsce w Vuelta a Burgos
- 1. miejsce w Grand Prix Cycliste de Montréal

2024
- 1. miejsce w Tour of Oman
  - 1. miejsce na 5. etapie
- 1. miejsce w Tour de Suisse
  - 1. miejsce w klasyfikacji górskiej i punktowej
  - 1. miejsce na 5. i 7. etapie
- 6. miejsce w Tour de France
- 1. miejsce na 9. etapie Vuelta a España

2025
- 1. miejsce w Tour of Oman
- 4. miejsce w Mediolan-Turyn

## Starty w Wielkich Tourach
| Grand Tour | 2014 | 2015 | 2016 | 2017 | 2018 | 2019 | 2020 | 2021 | 2022 | 2023 | 2024 | 2025 |
| ---------- | ---- | ---- | ---- | ---- | ---- | ---- | ---- | ---- | ---- | ---- | ---- | ---- |
| Giro       | -    | -    | -    | 9.   | -    | -    | -    | -    | -    | -    | -    | 12.  |
| Tour       | -    | 50.  | 4.   | -    | 29.  | 29.  | 9.   | -    | 9.   | 3.   | 6.   | ?    |
| Vuelta     | 82.  | -    | -    | 34.  | 45.  | -    | -    | 4.   | -    | -    | 12.  | -    |

## Rankingi
| Rok              | 2013 | 2014 | 2015 | 2016 | 2017 | 2018 | 2019 | 2020 | 2021 | 2022 | 2023 | 2024 |
| ---------------- | ---- | ---- | ---- | ---- | ---- | ---- | ---- | ---- | ---- | ---- | ---- | ---- |
| UCI World Tour   |      | 89.  | 35.  | 31.  | 49.  | 34.  |      |      |      |      |      |      |
| World Ranking    |      |      |      | 55.  | 48.  | 46.  | 18.  | 52.  | 8.   | 26.  | 8.   | 22.  |
| UCI Europe Tour  | 297. |      |      | 253. | 65.  | 519. | 17.  | 42.  | 7.   | 20.  | 8.   | 17.  |
| UCI America Tour | -    |      |      | 130. | -    | -    |      |      |      |      |      |      |
|                  |      |      |      |      |      |      |      |      |      |      |      |      |
| Źródło: UCI      |      |      |      |      |      |      |      |      |      |      |      |      |